# Гран-Попо
Гран-Попо — город, коммуна в департаменте Моно на юго-западе Бенина. Площадь территории города составляет 238 кв. км, а численность населения — 40 335 человек (2002).
С 1999 года в Гран-Попо находится центр финско-африканской культуры Villa Karo и вуду.
В прошлые века в городе осуществлялась работорговля, которая способствовала росту Гран-Попо. В последние годы в Гран-Попо наблюдается  береговая эрозия, которая уже уничтожила многие здания колониально-рабовладельческого периода. Основной отраслью города является рыболовство.
Имя города стало названием французского электронно-музыкального дуэта Grand Popo Football Club, а также его имя получило приложение-креатор для iPad Grand Popo LLC.

## Города-побратимы
- Астрахань, Россия (2003)